# Moderantisme
El moderantisme és una visió singular espanyola del liberalisme que consisteix a mantenir les formes amb un règim representatiu, però sense renunciar als privilegis que afavoreixen a les oligarquies de poder. En línies generals el moderantisme és una concatenació d'elements provinents de l'Antic Règim i de la burgesia de la Revolució Industrial per assegurar les seves posicions de privilegi en el segle xix. Els seus referents europeus eren el doctrinarisme francès i el conservadorisme britànic.
Conservadors en matèria social i religiosa, els moderantismes espanyols van tendir (al contrari que el comú dels liberals d'altres nacions europees) a no concedir tanta importància a la separació Església-Estat. D'aquesta manera l'Església catòlica va seguir gaudint d'un paper preponderant en la vida pública, ocupant-se per exemple de l'educació dels nens.
Les idees bàsiques del moderantisme són: La sobirania conjunta entre el rei i les corts, l'ampliació dels poders de l'executiu i disminució de les atribucions del legislatiu, i la restricció del dret de vot i senat no electiu.